# Božo Broketa
Božo Broketa   (Dubrovnik, 24 de desembre de 1922 - Dubrovnik, 26 de juliol de 1985) fou un futbolista croat que va competir sota bandera iugoslava durant les dècades de 1940 i 1950. Jugava de defensa.
El 1948 va prendre part en els Jocs Olímpics d'Estiu de Berlín, on guanyà la medalla de plata en la competició de futbol. Entre 1947 i 1948 jugà 3 partits amb la selecció iugoslava. Jugà la Copa del Món de futbol de 1950.
A nivell de clubs jugà al GOŠK Dubrovnik, Uskok Zagreb (1942-1945), Hajduk Split (1946-1956), amb qui guanyà tres lligues iugoslaves, Limburgia (1956-1957) i Ajax (1958-1959).